# Nachrede auf Klara Heydebreck
Nachrede auf Klara Heydebreck ist ein Dokumentarfilm von Eberhard Fechner von 1969.

## Handlung
In dem Film wird das Leben und der Selbstmord der 72-jàhrigen Rentnerin Klara Heydebreck beschrieben. Nach Aussagen von Verwandten, Nachbarn, dem Arzt, Polizeibeamten und weiteren Bekannten werden zuerst die Umstände des Todes  und des Auffindens der Toten beschrieben und danach ihr Leben rekonstruiert.
Dabei werden kurze Ausschnitte aus den Aussagen der Befragten nebeneinandergesetzt und so ein vielfältiges Bild gezeichnet.

## Hintergründe
Der 42-jährige Filmregisseur Eberhard Fechner, der schon einige Spielfilme gedreht hatte, wurde vom Norddeutschen Rundfunk beauftragt, nach West-Berlin zu fahren und dort über den Selbstmord eines alten Menschen und dessen Motive und Hintergründe zu berichten.
Auf dem Polizeirevier wurde ihm zufällig der Fall der Rentnerin Klara Heydebreck angeboten, die gerade erst in ihrer Wohnung gefunden worden war.
Das Filmteam drehte daraufhin zuerst einzelne Szenen im Polizeirevier, in der Wohnung und bei der Überführung der Leiche in das Krematorium und unterviewte dann insgesamt 37 Personen zum Tod und Leben der Verstorbenen Klara Heydebreck.
Dann setzte der Regisseur daraus mit seiner Cutterin den Film zusammen.
Nachrede auf Klara Heydebreck gilt als einer der wichtigsten deutschen Dokumentarfilme seiner Zeit und wurde in den letzten Jahren mehrfach bei Retrospektiven und in Programmkinos gezeigt.

## Filmpreise
- 1970: Adolf-Grimme-Preis in Silber
- 1970: Deutscher Kritikerpreis  (Film)
- 1970: Goldene Kamera